# 복화술

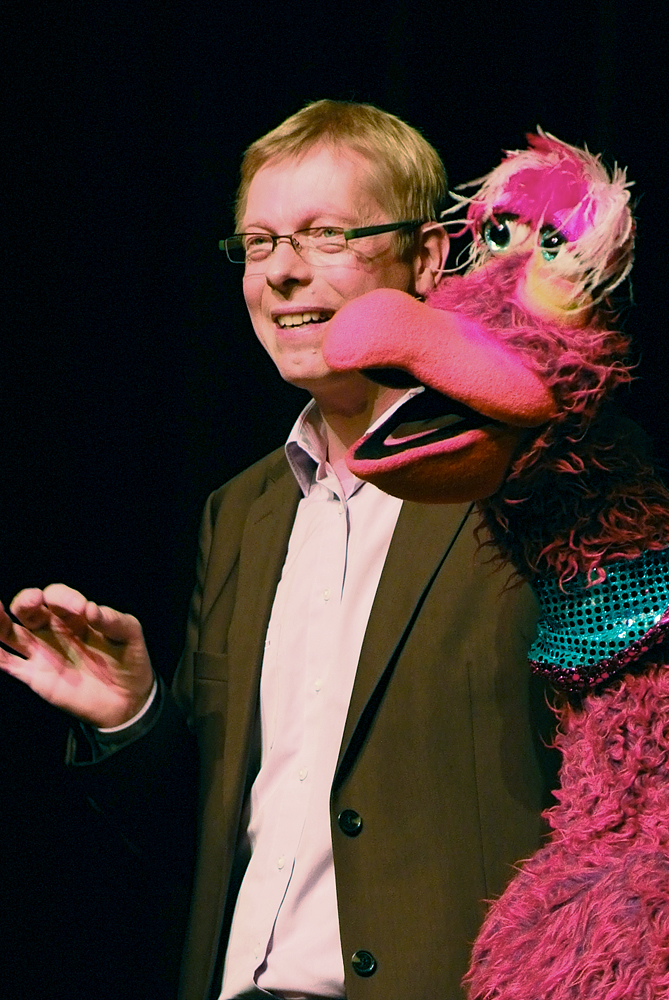
남자가 분홍색 인형이 말하는 것처럼 복화술을 하고 있다.

복화술(腹話術)은 사람이 입을 벌리지 않고 말해 마치 자신이 말하지 않는 것처럼 보이게 하는 기법이다. 보통 인형 또는 사람과 함께해 대상이 말하는 것처럼 연기한다.

## 기원
원래 복화술은 종교적 관습이었다. 이름은 '배에서 말하다'라는 뜻의 라틴어인 Venter(배)와 loqui(말하다)에서 유래되었다. 그리스인들은 이것을 미식가(gastromancy, 그리스어: εγγαστριμυθια)라고 불렀다. 위에서 발생하는 소음은 복화술사의 뱃속에 거주하는 무생물의 목소리로 생각되었다. 그런 다음 복화술사는 그 소리를 해석하여 죽은 자와 대화할 수 있을 뿐만 아니라 미래를 예언할 수 있다고 생각했다. 이 기술을 사용한 최초의 기록된 선지자 그룹 중 하나는 델포이의 아폴로 신전의 여사제인 피티아(Pythia)였으며 델포이 신탁의 전달자 역할을 했다.
가장 성공적인 초기 미식가 중 한 명은 아테네의 예언자인 에우리클레스(Eurykles)였다. 미식가들은 그의 이름을 따서 에우리클리데스(Euryklides)라고 불리게 되었다. 세계의 다른 지역에도 의식이나 종교적인 목적을 위한 복화술 전통이 있다. 역사적으로 줄루족, 이누이트족, 마오리족 가운데 이 관습에 능숙한 사람들이 있었다.

## 같이 보기
- 독순술
- 복화술사 목록